# Heterixalus rutenbergi
Heterixalus rutenbergi är en groddjursart som först beskrevs av Oskar Boettger 1881.  Heterixalus rutenbergi ingår i släktet Heterixalus och familjen gräsgrodor. IUCN kategoriserar arten globalt som nära hotad. Inga underarter finns listade i Catalogue of Life.